# Chlorure d'uranyle
Le chlorure d'uranyle est un composé chimique de formule UO2Cl2. Il s'agit d'un solide jaune clair instable formant de grands cristaux très solubles dans l'eau, les alcools et les éthers. Comme la plupart des composés de l'uranium, il est fluorescent sous la lumière ultraviolette, mais de façon plus faible que les autres sels d'uranyle. Avec ses deux hydrates UO2Cl2·H2O et UO2Cl2·3H2O, il se décompose à la lumière, phénomène découvert en 1804 par le physicien allemand Adolph Gehlen (en).
On obtient du chlorure d'uranyle en faisant circuler du chlore Cl2 sur du dioxyde d'uranium UO2 chauffé au rouge. On l'obtient cependant généralement par dissolution d'oxyde d'uranium dans de l'acide chlorhydrique HCl puis évaporation de la solution obtenue.
Un procédé d'extraction de l'uranium à partir de monazite développé par la société indienne Indian Rare Earths Ltd (en) fait intervenir le chlorure d'uranyle. Les sables riches en monazite sont d'abord préparés par séparation magnétique haute intensité et tamisage fin, puis sont traités à l'hydroxyde de sodium NaOH (soude caustique) à environ 120 °C. Le concentré d'hydroxyde est ensuite neutralisé à l'acide chlorhydrique  pour solubiliser les hydroxydes et former une solution constituée de chlorures d'uranium et d'autres impuretés comme le thorium. La solution est alors traitée par extraction liquide-liquide pour donner du chlorure d'uranyle UO2Cl2 et de l'oxalate de thorium (en) Th(C2O4)2. La solution de chlorure d'uranyle est ensuite raffinée jusqu'à obtenir du diuranate d'ammonium (NH4)2U2O7 par un processus de purification faisant intervenir précipitation et extraction du solvant à l'aide d'un nitrate.
Le chlorure d'uranyle est particulièrement toxique par inhalation et absorption par voie orale. Il tend également à s'accumuler en ciblant le foie et les reins.